# Марк Едді

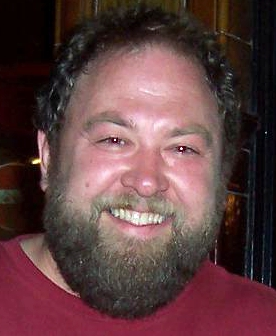
Марк Едді, 2006 рік

Марк Едді Джонсон (англ. Mark Addy Johnson; нар. 14 січня 1964, Йорк) — британський актор.
Марк Едді народився 14 січня 1964 в передмісті Йорка (графство Північний Йоркшир, Англія, Велика Британія). У 1982-84 вчився в Королівській академії драматичного мистецтва. В даний час, проживає у селі Руффорт (англ.), під Йорком, разом зі своєю дружиною Келлі (одружився д. 1996) і трьома дітьми: дочками Рубі (народилася в 2000), і синами Чарлі (народився д. 2003) і Оскаром (народився в 2005 р). Родичі Едді проживали у Йорку ще з 1910 року, (це достовірно відомо принаймні про одну з її прабабусь). Його батько Ян (Ian) працював склярем в Йоркському соборі.